# Mabel Constanduros
Mabel Constanduros (29 de março de 1880 — 8 de fevereiro de 1957), cujo nome verdadeiro Mabel Tilling, foi uma atriz e roteirista inglesa.
Ela alcançou a fama atuando Sra. Buggins no programa de rádio The Buggins Family, que decorreu entre 1928 e 1948. Como escritora, ela co-escreveu 29 Acacia Avenue, com  seu sobrinho Denis Constanduros.
Mabel era filha de Richard Tilling, diretor-gerente da empresa de ônibus de Thomas Tilling e Sophie (nascida Thorn).

## Filmografia selecionada
- Where's George? (1935)
- Stars on Parade (1936)
- Rose of Tralee (1942)
- Variety Jubilee (1943)
- I'll Walk Beside You (1943)